# Heckler & Koch AG36
Heckler & Koch AG36 je 40 mm podcijevni bacač granata kojeg je dizajnirala njemačka vojna industrija Heckler & Koch primarno za potrebe svojih automatskih pušaka H&K G36/G36K. Izvorno se pojavio kao tvrtkin model koji je ponuđen na američkom javnom natječaju za bacač granata na njihovim puškama FN SCAR i XM8. Osim što se može montirati ispod cijevi puške, bacač se može koristiti i individualno, bez nje. Kako bi se povećala preciznost njegovog korištenja na taj način, na AG36 se može montirati kundak i nišanska sprava LLM01.
Oznaka AG36 označava A (nje. Anbaugranatwerfer; hrv. bacač granata) te G36 (nje. Gewehr 36; hrv. puška 36) odnosno bacač granata za pušku G36. Efektivni domet iznosi 150 a maksimalni 350 metara (ovisno o streljivu). Također, kompatibilan je sa svim streljivom koje je namijenjeno američkim bacačima M203 i MM1.
Na temelju AG36 razvijen je AG-C/EGLM.

## Opis
AG36 je dizajniran kao zamjena za stariji HK 79 te je kao platforma uzeta puška G36 koja je u to vrijeme bila u službi njemačke i španjolske vojske (koje su kasnije postale prvi korisnici tog bacača). Kasnije je bacač uveden u britansku službu za puške L85A2 a prihvatili su ga i Nizozemci na svojem Diemaco C7A1. Kasnije je napravljen model AG-C/EGLM koji koristi picatinny šine te je kompatibilan s američkim M16A4 i M4. Također, model AG-C poznat i kao XM320 je u američkoj vojsci na razmatranju kao zamjena za stariji M203.
Tijelo bacača je građeno od polimera i očvršćenog aluminija što mu omogućava malu težinu i dužu trajnost. Bacač može izbacivati sve granate kalibra 40×46mm od plastičnih patrona za obuku, gumenih metaka, plinskih patrona, HE granata i granata s bijelim fosforom.
Oružje odlikuje ergonomski dizajn, kompaktnost, okidač dvostruke akcije, mogućnost individualnog korištenja te mogućnost uporabe različitih patrona.

## Korisnici
- Njemačka: oružane snage Njemačke postale su primarni i prvi korisnik ovog bacača.[2]
- Crna Gora: Vojska Crne Gore.[3]
- Francuska: francuska vojska koristi AG-C inačicu pod oznakom HK2969F na H&K 416 puškama.[4] Time su se tamošnje oružane snage odmaknule od svoje tradicije korištenja tromblona (MAT-49 i FAMAS) u korist 40 mm granata.[4]
- Kosovo: kosovske sigurnosne snage.[5]
- Latvija: oružane snage Latvije.[6]
- Litva: litavska vojska.[7]
- Malezija: PASKAL (specijalne snage Kraljevske malajske mornarice).[8]
- Nizozemska: nizozemska vojska koristi AG36 na puškama Diemaco C7NLD.[4]
- Norveška: norveška vojska koristi AG36 na puškama H&K 416.[4]
- Portugal: portugalska vojska koristi AG36 na puškama H&K 416.[9]
- Španjolska[10]
- Turska: turska vojska.[11]
- Ujedinjeno Kraljevstvo: AG je ponuđen britanskoj vojsci 1995. za njihove puške L85/SA80 te je program uvođenja započeo 2002.[4] AG36 ondje nosi oznaku L17A2 a uvođen je i na karabin Diemaco C8 koji je u službi specijalnih snaga.[4] Ondje pak nosi oznaku L17A1 te je u koliziji s američki M203 koji je također u uporabi.[4]

## Vidjeti također
- Heckler & Koch AG-C/EGLM
- M203
- M320
- Hawk MM-1
- GP-25

## Vanjske poveznice
|  | Zajednički poslužitelj ima još gradiva o temi Heckler & Koch AG36 |

- Heckler & Koch HK AG36